# Sibon (plaats)
Sibon is een bestuurslaag in het regentschap Pasuruan van de provincie Oost-Java, Indonesië. Sibon telt 3397 inwoners (volkstelling 2010).